# Týn-udvar
A Týn-udvar az Óváros térhez keletről csatlakozik a Týn-templom és a Szent Jakab-bazilika, illetve a kis Týn-utca és a Malá Štupartská utca között elterülő Týn-udvar (német nevén: Ungelt).
Ezen a helyen már a 10. században kisebb település állt (előtte királyi majorság volt). A középkorban itt volt Prágában a nemzetközi kereskedelem és általában a gazdaság központja (a Týn szó magyarul piacot jelent). Az idegenföldről érkezett kereskedőknek itt kellett gyülekezniük és itt kellett befizetniük a kötelező adót (ómémetül: um Geld),  amelynek fejében a király garantálta életük és vagyonuk biztonságát. Egészen 1774-ig itt vámolták el az importált árukat. Az udvar eredeti, kétkapus jellege lényegében máig fennmaradt.
Az udvar körül álló 18 házból többen még láthatóak a 13. században épült eredeti épületek román stílusú maradványai. A legtöbb ilyen maradvány az épületek pincéiben fedezhető fel, ugyanis a rendszeres árvizek ellen feltöltötték a terepet, miáltal az egykori földszintek pincévé váltak, és a tetejükre új házakat építettek. A házakban ma galériák kapnak helyet, illetve kávézók üzemelnek.
A Ház a Vörös Medvéhez a homlokzatát díszítő medveszoborról kapta a nevét.
Az Aranygyűrűhöz címzett házban 20. századi művészeti kiállítást tekinthetünk meg..
Építészetileg a legértékesebb az 1560 táján, reneszánsz stílusban épült Granovský-ház (640/2.). A Týn-utcából bejárható épület árkádos északi szárnyát (639/1.) chiaroscuro festmények díszítik.

## Képek

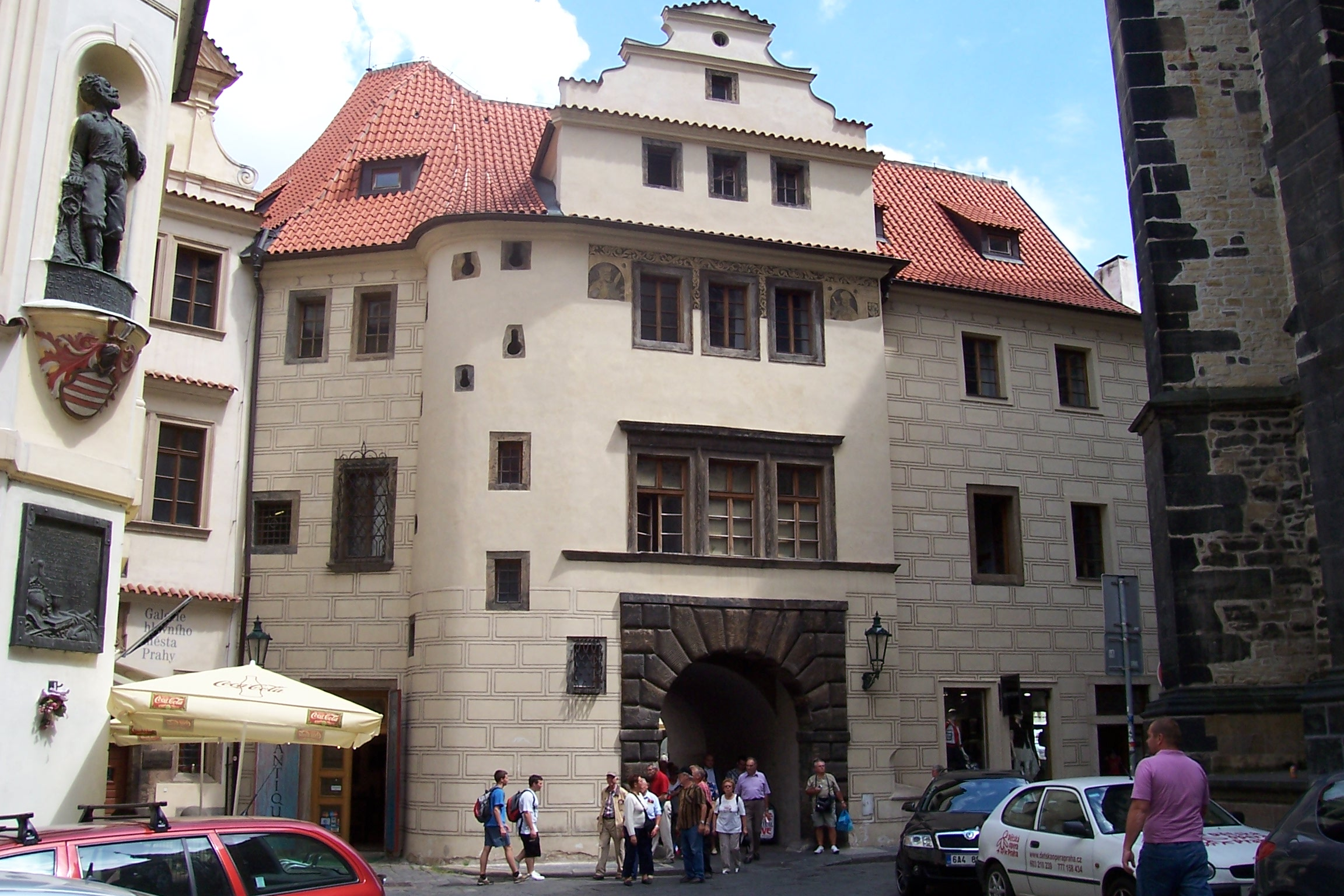
Kapu a Týnhoz a Granovský-házon keresztül
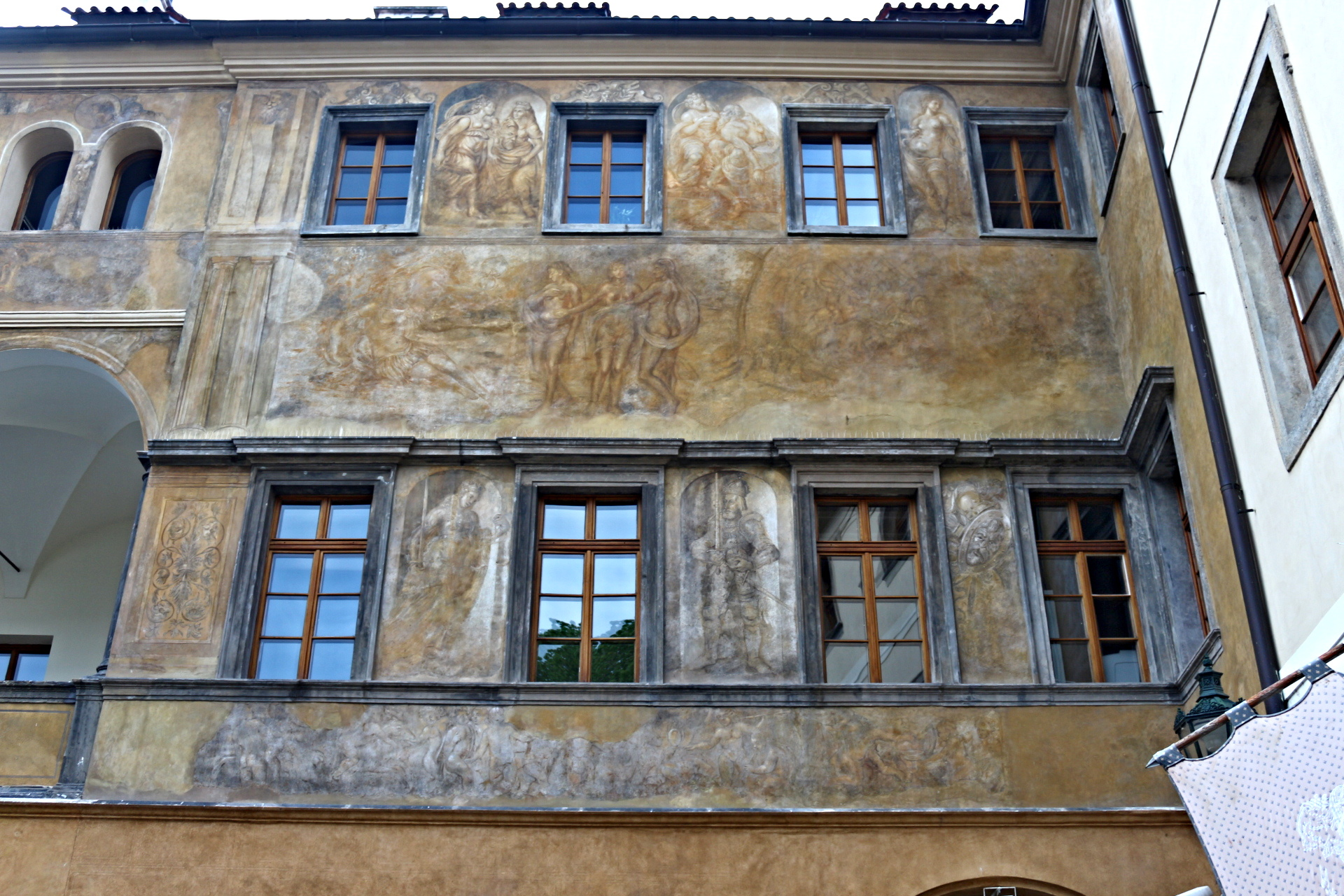
A Granovský-ház chiaroscuro díszítése